# Гуриад ап Мервин
Гураид ап Ме́рвин (валл. Gwriat ap Merfyn; ок. IX век) — валлийский правитель из династии Гвинеда, властвовавший на большей части территории Уэльса. Он первый из валлийских правителей, получивший титул «Великий», в ирландских «Анналах Ульстера» названный «королём бриттов».

## Биография
Гуриад был принцем Гвинеда IX-го века в северном Уэльсе. Он малоизвестная фигура, иногда его называют братом Родри Великого, а иногда его сыном.
Запись в «Хрониках принцев» за 873 год нашей эры гласит:
"Воскресное сражение в Моне, в ходе которого саксонцами были убиты Родри, его брат Гуриад и Гуейрит, сын Оуайна из Гламоргана; а затем женщины Англси взяли в руки оружие, бросились на саксов и жестоко их убивали, пока им не пришлось бежать."}}
Точно так же запись 877 года в «Королях Англии» гласит: «Родри и Гуриад, его брат…»
Другие источники, однако, упоминают Гуриада ап Родри как прародителя «людей Нант-Маура в Турчелине» на Англси или перечисляют его среди детей Родри-Маура. Поскольку меньшие цифры в этих списках детей различаются как по именам, так и по количеству от источника к источнику, возможно, этот Гуриад был просто создан для того, чтобы связать другие генеалогии с Родри.